# Nayt
Nayt, pseudonimo di William Mezzanotte (Isernia, 9 novembre 1994), è un rapper italiano.

## Biografia

### Primi anni eNayt One(2009 - 2013)
Nato a Isernia, in Molise, ma cresciuto a Roma già dai primi mesi di vita, nel 2009 inizia a scrivere i primi pezzi. Pubblica il suo primo singolo intitolato No Story nel 2011 da indipendente, per poi firmare con l'etichetta indipendente 40 Ladroni Records. Sotto l'etichetta, Nayt il 7 maggio 2012 pubblica il suo primo album in studio intitolato Nayt One, mentre il 14 febbraio 2013 pubblica il suo primo mixtape intitolato Shitty Life Mixtape.

### Six of sixteen,RaptuseUn bacio(2014 - 2016)
Nel 2014 dopo essere tornato indipendente, entra nell'etichetta discografica indipendente VNT1 Records, fondata con il suo produttore e amico 3D, pseudonimo di Davide D'Onofrio, per la quale il 21 febbraio pubblica l'EP Six of Sixteen. Il 28 maggio 2015, Nayt pubblica il suo secondo mixtape intitolato Raptus e dal quale estrae i singoli: Raptus, Noi due, Dal cielo, Un'altra dichiarazione d'amore, Mama, Come vuoi e L'antidoto. Il 12 gennaio 2016, Nayt pubblica il suo secondo album in studio intitolato Un bacio, mentre il 16 maggio viene pubblicata la riedizione dell'album contenente le sei tracce dell'EP Six of Sixteen, più una traccia inedita (Cos'è l'amore?) e le versioni acustiche di Fingono e Lulu

### Raptus 2eRaptus volume 3(2017 - 2020)
Il 27 giugno 2017 Nayt pubblica il suo terzo album in studio intitolato Raptus 2.
Il suo quarto album in studio intitolato Raptus volume 3, che ha chiuso la trilogia iniziata quattro anni prima, esce il 15 marzo 2019, sempre con l'etichetta VNT1 Records in licenza esclusiva per Jive Records, distribuito da Sony Music. L'album diviene il maggiore successo del rapper, raggiungendo la seconda posizione nella classifica settimanale FIMI. L'intera trilogia è stata ristampata da Jive Records-Sony Music in un cofanetto dal titolo Raptus Collection, pubblicato il 10 maggio 2019. Il 7 novembre viene pubblicato Good Vibes, singolo che presenta come ospite Gemitaiz.

### Singoli vari (2020)
Il 24 gennaio 2020 esce il singolo Passala per l'etichetta Jive Records. Il 7 febbraio è uscita Come me, singolo realizzato in collaborazione con Jamil. Il 27 febbraio 2020 pubblica insieme a Il Tre, Fight!. Il 14 marzo 2020 pubblica insieme al rapper Nicola Siciliano il brano "Trip". Il 13 ottobre 2020 pubblica il libro autobiografico Non voglio fare cose normali, edito da Mondadori Electa. Compare nel disco di Izi Riot, nel brano Matrix.

### MoodeDoom(2020-2023)
Il 4 dicembre 2020 viene pubblicato l'album in studio Mood annunciato dai singoli Grazie prego scusa e Musica ovunque. Dopo aver pubblicato il singolo Tutto il resto è noi (aggiunto come appendice a Mood insieme a delle versioni acustiche di brani del disco), l'8 ottobre 2021 pubblica Mortale, seguito il 15 ottobre da La mia noia, volti ad anticipare Doom, album complementare a Mood uscito il 29 ottobre 2021..

### Habitat(2023-2024)
L'8 giugno 2023 il rapper pubblica il singolo Provare qualcosa che anticipa il suo settimo album in studio Habitat, pubblicato il 16 giugno 2023, concludendo così la trilogia iniziata con Mood e Doom. Segue la pubblicazione del singolo Fatto da sooooolo il 4 agosto 2023, aggiunto come appendice ad Habitat. A dicembre 2023 partecipa al singolo Ballon d'Or del rapper Gemitaiz, contenuto in QVC 10. Ad aprile 2024 invece partecipa all'album Empirìa del producer 3D, nei 3 singoli Vite da sogno, La guerra dei mondi con Danno e Nevada con Mezzosangue e Shari.

### Habitat: toureLettera Q(2024-presente)
Il 14 giugno 2024 viene pubblicato il singolo Danimarca che fa parte del suo primo album dal vivo Habitat: tour pubblicato il 5 luglio seguente al cui interno vi sono altri 3 nuovi singoli che trattano il tema dell'amore in tutte le sue sfaccettature: Dimenticare, un giro tondo, Io non torno.
Il 22 novembre 2024 vede la pubblicazione del suo ottavo album in studio Lettera Q, dal quale sono stati estratti i singoli Certe bugie uscito l'8 novembre e Non è fortuna quest'ultimo estratto in concomitanza con l'album. Nei mesi successivi il rapper sarà impegnato nel suo nuovo tour La Grande Fuga Tour. 
Dopo il tutto esaurito registrato anticipatamente per tutte le date del tour di marzo, l'artista torna con altri 11 concerti in programma in varie città d'Italia da luglio ad ottobre 2025.

## Discografia

### Album in studio
- 2012 – Nayt One
- 2016 – Un bacio
- 2017 – Raptus 2
- 2019 – Raptus vol. 3
- 2020 – Mood
- 2021 – Doom
- 2023 – Habitat
- 2024 – Lettera Q

### Album dal vivo
- 2024 – Habitat: tour